# Arthromelus
Arthromelus is een geslacht van kevers uit de familie van de kortschildkevers (Staphylinidae).

## Soort
- Arthromelus quadratus Tanokuchi, 1989